# Chácara

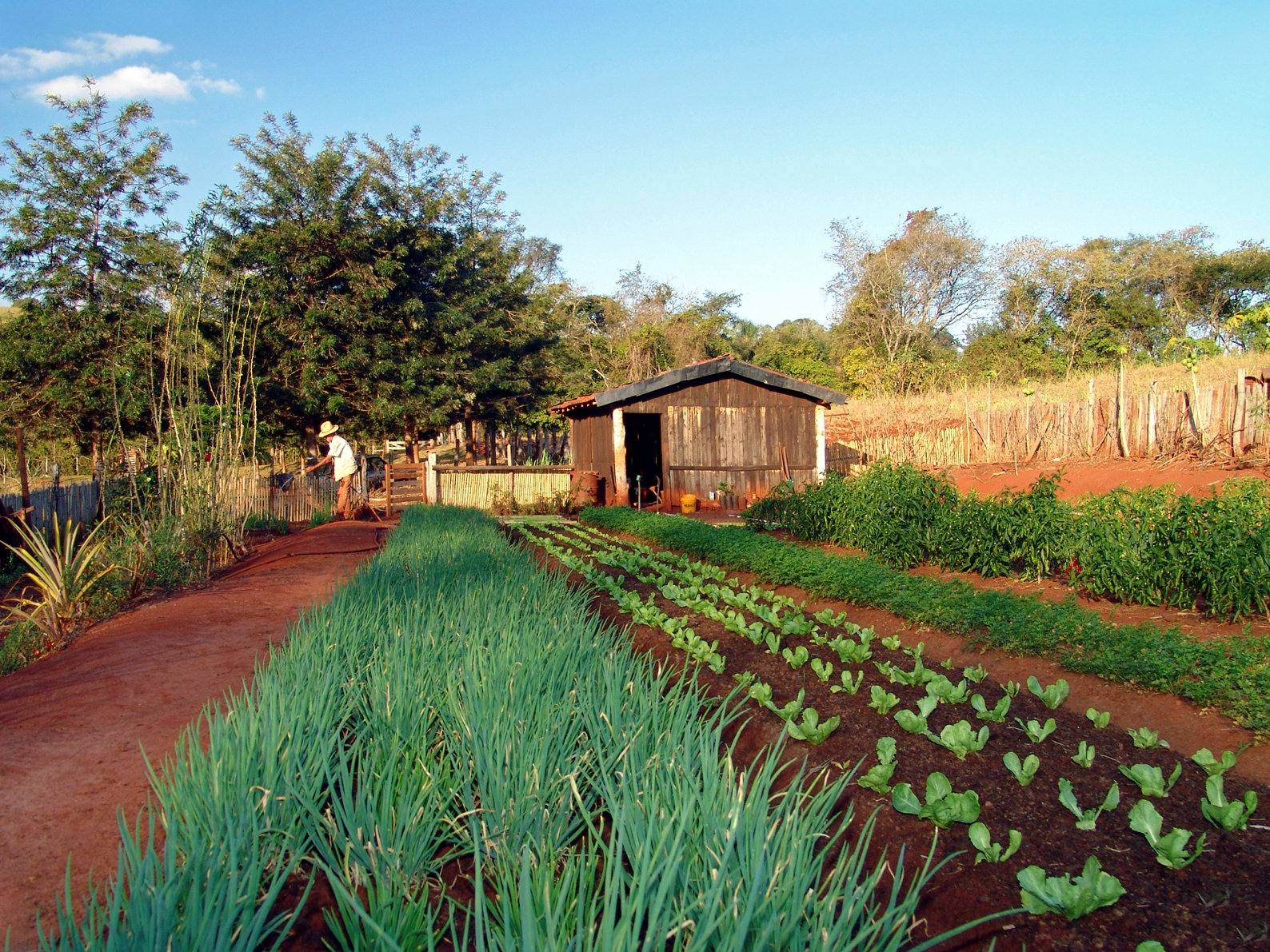
Chácara in Avaré

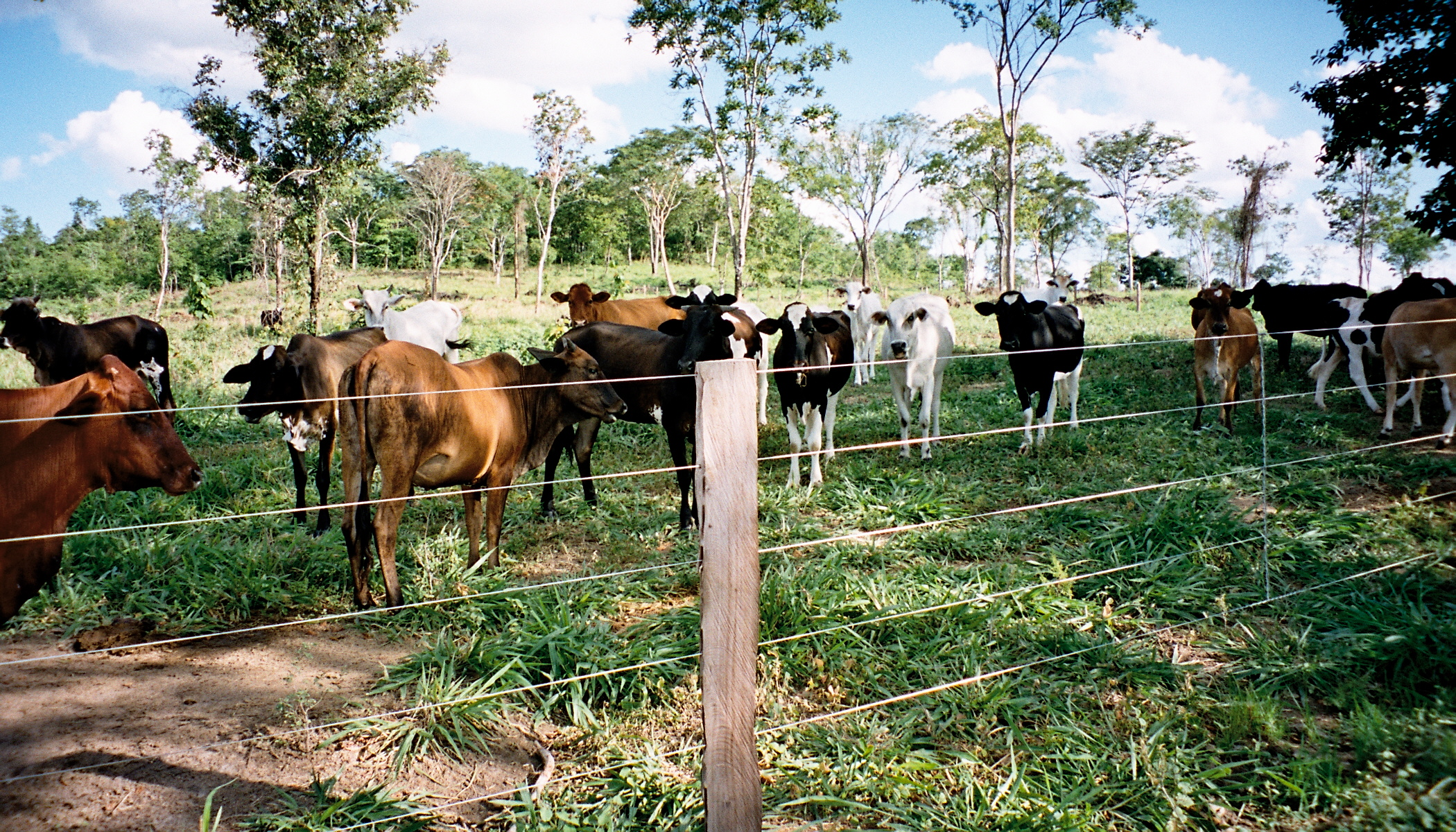
Rinderzucht auf einer Chácara in Jussara

Chácara (aus dem Quecha: chajra oder chakra; spanisch (insbesondere im restlichen Südamerika verwendet): Chacra; in Portugal und Spanien verwendet: Qunita) ist in Brasilien ein kleiner ländlicher Besitz oder ein großer städtischer Besitz mit einem Wohnhaus, Viehzucht und dem Anbau von Obst und Gemüse für den Verkauf. In jüngerer Zeit werden Chácaras auch als (Zweit-)Wohnsitz für Wochenenderholung und Freizeit genutzt.
Laut comprerural.com würden die Eigentümer dieser Art von ländlichem Eigentum diese gegenwärtig sogar hauptsächlich zur Freizeitgestaltung nutzen. Viele würden sogar in Chácaras investieren, um ihr Familieneinkommen zu erhöhen. Dazu würdem die Eigentümer ihre Chácaras hauptsächlich an Menschen vermieten, die in den Ferien den Kontakt zur Natur suchen.
Brasilianer bezeichnen ihre Chácara gerne im Diminutiv, Chacrinha, um damit dessen Größe und Gemütlichkeit zum Ausdruck zu bringen.

## Geschichte und Abmessung der Grundstücke
Früher wurden ländliche Grundstücke, darunter Chácaras, Sítios und Fazendas, nach ihrer Größe in Quadratmetern (m²) bemessen.
In Brasilien und in vielen anderen Ländern der Welt wurde zu diesem Zweck das metrische System des Hektars eingeführt, das 10.000 m² entspricht. Ziel war es, das Maß zu vereinheitlichen, um Konflikte über unterschiedliche Spezifikationen zwischen den Regionen zu vermeiden.
Eine Maßeinheit, die in dem Land praktisch nicht mehr verwendet wird, ist der Scheffel. Die Grundbesitzer verwenden heute das Maß 2,42 Hektar (24.200 m²), was 1 Scheffel Land entspricht. Um die Größe eines Grundstücks zu ermitteln, verwenden die Vermessungsingenieure heute das Standardmaß von einem Hektar pro 10.000 m². Je nach Größe des Grundstücks wird es als chácara, sítio oder fazenda bezeichnet.
Die Chácara ist ein relativ kleiner ländlicher Besitz mit einer Fläche von 12,1 Hektar (121.000 m²). Ein Sítio ist ein kleiner bis mittelgroßer ländlicher Besitz, der zwischen 12,1 Hektar (121.000 m²) und 96,8 Hektar (968.000 m²) groß sein kann. Die Fazenda ist ein großer ländlicher Besitz, der mehr als 96,8 Hektar (968.000 m²) umfasst. Im Spanischen und in Portugal wird dafür jedoch der Begriff Estancia beziehungsweise Estância verwendet.

## Weitere ähnliche Bedeutungen
Daneben existiert noch der portugiesische Begriff Granja (von französisch grange), welcher einen kleiner ländlichen Besitz beschreibt, auf dem in kleinem Umfang Landwirtschaft betrieben wird, oder ein großes Gebäude, in dem Getreide und Geräte untergebracht sind (in diesem zweiten Sinne wird er auch als abegoaria bezeichnet). In Brasilien bezieht sich der Begriff speziell auf Grundstücke, auf denen Geflügel (hauptsächlich Hühner) zu kommerziellen Zwecken gehalten wird.